# Aeropuerto Internacional Cheddi Jagan
El Aeropuerto Internacional Cheddi Jagan (del inglés: Cheddi Jagan International Airport) (IATA: GEO, OACI: SYCJ), anteriormente Aeropuerto Internacional Timehri, es el aeropuerto nacional de Guyana. El aeropuerto está ubicado en la margen derecha del Río Demerara en la ciudad de Timehri, 41 kilómetros (25 millas) al sur de la capital de Guyana, Georgetown. Es el más grande de los dos aeropuertos internacionales que sirven a Georgetown, el otro aeropuerto es el Aeropuerto de Ogle.

## Referencias

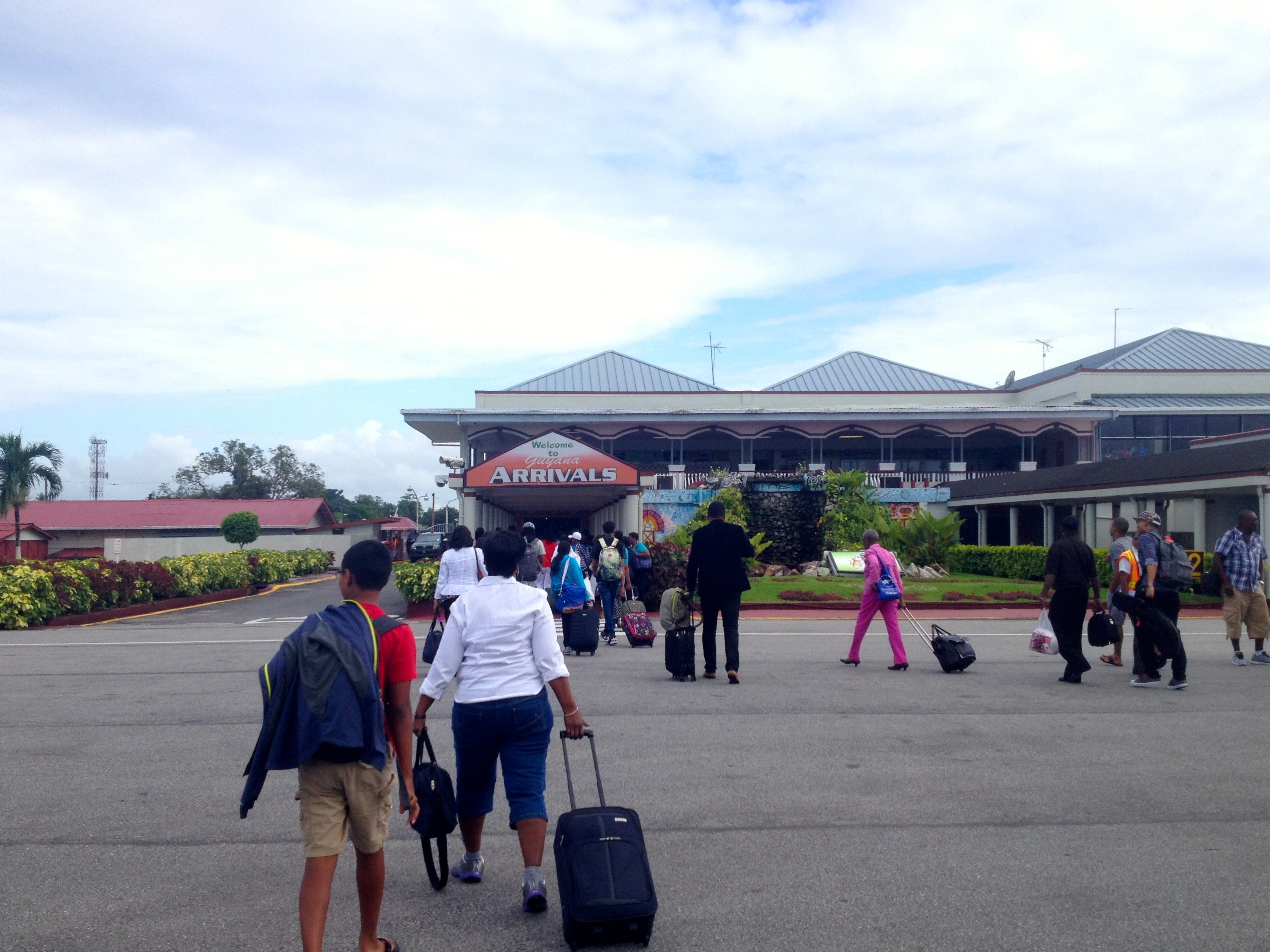
Pasajeros llegando al aeropuerto de Georgetown.

## Instalaciones
El aeropuerto se encuentra a una altitud de 29 m (95 pies) sobre el nivel medio del mar. Tiene dos pistas pavimentadas con asfalto: 06/24 que mide 2,270 m × 45 m (7,448 por 148 pies) y 11/29 que mide 1,525 m × 45 m (5,002 por 148 pies). La terminal tiene seis puertas a nivel del piso y cuatro puentes de embarque.

## Aerolíneas y destinos

### Pasajeros
| Aerolíneas             | Destinos                                                        |
| ---------------------- | --------------------------------------------------------------- |
| Air Transat            | Estacional: Toronto–Pearson (inicia el 16 de diciembre de 2025) |
| American Airlines      | Miami, Nueva York–JFK                                           |
| Avianca                | Bogotá                                                          |
| British Airways        | Londres–Gatwick, Santa Lucía                                    |
| Caribbean Airlines     | Nueva York–JFK, Puerto España, Toronto–Pearson                  |
| Copa Airlines          | Ciudad de Panamá–Tocumen                                        |
| Fly All Ways           | La Habana, Paramaribo                                           |
| InterCaribbean Airways | Barbados, Granada                                               |
| JetBlue Airways        | Nueva York–JFK                                                  |
| KLM                    | Ámsterdam                                                       |
| Liat20                 | Antigua                                                         |
| Sky High               | La Habana, Santo Domingo–Las Américas                           |
| Surinam Airways        | Barbados, Miami, Paramaribo                                     |
| United Airlines        | Houston–Intercontinental                                        |

### Carga
| Aerolíneas      | Destinos |
| --------------- | -------- |
| ABX Air         | Miami    |
| Aloha Air Cargo | Miami    |
| Amerijet        | Miami    |

### Destinos internacionales
Se ofrece servicio a 16 destinos internacionales, a cargo de 14 aerolíneas.
| Ciudades                                      | Nombre del aeropuerto                       | Aerolíneas                                                                        |              |
| Norteamérica                                  | Norteamérica                                | Norteamérica                                                                      | Norteamérica |
| --------------------------------------------- | ------------------------------------------- | --------------------------------------------------------------------------------- | ------------ |
| Canadá (1 destino, 2 aerolíneas)              |                                             |                                                                                   |              |
| Toronto                                       | Aeropuerto Internacional Toronto Pearson    | Air Transat (Estacional) (inicia el 16 de diciembre de 2025) / Caribbean Airlines |              |
| Estados Unidos (3 destinos, 5 aerolíneas)     |                                             |                                                                                   |              |
| Houston                                       | Aeropuerto Intercontinental George Bush     | United Airlines                                                                   |              |
| Miami                                         | Aeropuerto Internacional de Miami           | American Airlines / Surinam Airways                                               |              |
| Nueva York                                    | Aeropuerto Internacional John F. Kennedy    | American Airlines / Caribbean Airlines / JetBlue Airways                          |              |
| Centroamérica y El Caribe                     |                                             |                                                                                   |              |
| Antigua y Barbuda (1 destino, 1 aerolínea)    |                                             |                                                                                   |              |
| Antigua                                       | Aeropuerto Internacional V. C. Bird         | Liat20                                                                            |              |
| Barbados (1 destino, 2 aerolíneas)            |                                             |                                                                                   |              |
| Bridgetown                                    | Aeropuerto Internacional Grantley Adams     | InterCaribbean Airways / Surinam Airways                                          |              |
| Cuba (1 destino, 2 aerolíneas)                |                                             |                                                                                   |              |
| La Habana                                     | Aeropuerto Internacional José Martí         | Fly All Ways / Sky High                                                           |              |
| Granada (1 destino, 1 aerolínea)              |                                             |                                                                                   |              |
| Saint George                                  | Aeropuerto Internacional Maurice Bishop     | InterCaribbean Airways                                                            |              |
| Panamá (1 destino, 1 aerolínea)               |                                             |                                                                                   |              |
| Ciudad de Panamá                              | Aeropuerto Internacional de Tocumen         | Copa Airlines                                                                     |              |
| República Dominicana (1 destino, 1 aerolínea) |                                             |                                                                                   |              |
| Santo Domingo                                 | Aeropuerto Internacional Las Américas       | Sky High                                                                          |              |
| Santa Lucía (1 destino, 1 aerolínea)          |                                             |                                                                                   |              |
| Vieux Fort                                    | Aeropuerto Internacional Hewanorra          | British Airways                                                                   |              |
| Trinidad y Tobago (1 destino, 1 aerolínea)    |                                             |                                                                                   |              |
| Puerto España                                 | Aeropuerto Internacional de Piarco          | Caribbean Airlines                                                                |              |
| Sudamérica                                    |                                             |                                                                                   |              |
| Colombia (1 destino, 1 aerolínea)             |                                             |                                                                                   |              |
| Bogotá                                        | Aeropuerto Internacional El Dorado          | Avianca                                                                           |              |
| Surinam (1 destino, 2 aerolíneas)             |                                             |                                                                                   |              |
| Paramaribo                                    | Aeropuerto Internacional Johan Adolf Pengel | Fly All Ways / Surinam Airways                                                    |              |
| Europa                                        |                                             |                                                                                   |              |
| Países Bajos (1 destino, 1 aerolínea)         |                                             |                                                                                   |              |
| Ámsterdam                                     | Aeropuerto de Ámsterdam-Schiphol            | KLM                                                                               |              |
| Reino Unido (1 destino, 1 aerolínea)          |                                             |                                                                                   |              |
| Londres                                       | Aeropuerto de Londres-Gatwick               | British Airways                                                                   |              |
| Total: 16 destinos, 14 países, 14 aerolíneas  |                                             |                                                                                   |              |

## Aeropuertos cercanos
Los aeropuertos más cercanos son:
- Aeropuerto de Ogle (37km)
- Aeropuerto de Skeldon (137km)
- Aeropuerto de Orinduik (280km)
- Aeropuerto Internacional Johan Adolf Pengel (358km)
- Aeropuerto Internacional de Boa Vista (488km)